# Jovana Preković
Jovana Prekovic (Aranđelovac, 20 gennaio 1996) è una karateka serba, specializzata nel kumite e vincitrice della medaglia d'oro olimpica a Tokyo 2020.

## Palmarès
- Giochi olimpici

Tokyo 2020: oro nei 61 kg.
- Mondiali

Madrid 2018: oro nei 61 kg.